# Diplazium nervosum
Diplazium nervosum är en majbräkenväxtart som först beskrevs av Georg Heinrich Mettenius och som fick sitt nu gällande namn av Friedrich Ludwig Diels.
Diplazium nervosum ingår i släktet Diplazium och familjen Athyriaceae. Inga underarter finns listade i Catalogue of Life.